# Dálnice A11 (Chorvatsko)
Dálnice A11 (chorvatsky Autocesta A11, Sisačka autocesta, Autocesta Zagreb-Sisak) je dálnice v Chorvatsku, která bude spojovat hlavní město Záhřeb s městem Sisak. Z celkové plánované délky 47,5 kilometrů je zatím dokončených zhruba 32 km mezi vesnicemi Buzin (aglomerace Záhřebu) a Poljana Lekenička. Dálnice prochází kolem města Velika Gorica a opčiny Lekenik.